# Hylomyscus stanleyi
Hylomyscus stanleyi és una espècie de mamífer rosegador de la família dels múrids. És endèmic del sud-oest de Tanzània, on viu a altituds superiors a 2.200 msnm. El seu hàbitat natural són les selves nebuloses montanes. Té una llargada de cap a gropa de 102 mm, la cua un 43% més llarga que el cos i un pes de 27,5 g (valors mitjans). Fou anomenat en honor del mastòleg estatunidenc William T. Stanley.